# Number Seventeen
Number Seventeen é um filme policial de 1932 dirigido por Alfred Hitchcock, baseado na peça de teatro de J. Jefferson Farjeon, estrelando John Stuart, Anne Grey e Leon M. Lion.

## Enredo
Uma história tensa e complexa sobre uma gangue de criminosos que se esconde após um roubo de jóias. Numa trama cheia de reviravoltas, o público perde o fôlego, enquanto um policial tenta deter os bandidos de escapar com a extraordinária fortuna.

## Elenco
- Leon M. Lion como Ben
- Anne Grey como Nora – A garota 'Surdo-Mudo'
- John Stuart como Barton – O Detetive
- Donald Calthrop como Brant – guarda-costas de Nora
- Barry Jones como Henry Doyle
- Ann Casson como Rose Ackroyd
- Henry Caine como Sr. Ackroyd
- Garry Marsh como Sheldrake